# Pinassa de la Castellassa del Dalmau
La Pinassa de la Castellassa del Dalmau (Pinus nigra) és un arbre que es troba a Matadepera (el Vallès Occidental), el qual s'aixeca esvelt davant una canal cercant la llum.

## Dades descriptives
- Perímetre del tronc a 1,30 m: 2,65 metres.
- Alçada: uns 26 o 27 metres.
- Amplada de la capçada: 8 x 8 metres (amplada mitjana capçada: 8 metres).
- Altitud sobre el nivell del mar: 670 metres.[1]

## Aspecte general
Es troba en bon estat de conservació. Tot i això, la base del tronc presenta indicis de l'atac de corcs.

## Accés
És ubicada al vessant nord de la Castellassa del Dalmau, en plena Vall de Mur. Al quilòmetre 16,3 de la carretera B-124 de Castellar del Vallès a Sant Llorenç Savall trobem la urbanització de les Marines. Pugem pel costerut carrer principal fins a assolir la part alta de la susdita urbanització, on trobem un encreuament. Tombem pel carrer de l'esquerra (Camí del Daví) i, en trobar una altra bifurcació, continuem pel carrer de la dreta. En arribar al final de l'asfalt, estacionem el vehicle. Ja a peu, continuem per la pista de terra. Assolim el coll de Palomeres i tombem per la pista de la dreta, iniciant una suau baixada vers la Vall de Mur. Fem cap a una pista molt fressada i la prenem a l'esquerra. Recorreguts poc més de 50 metres deixem a mà dreta el corriol que baixa al Pi de les Quatre Besses del Dalmau. Continuem pista enllà. Els Quatre Camins del Dalmau, important cruïlla de pistes. Ignorem la pista asfaltada a banda i banda i prenem la pista de terra de davant, travessant un cadenat. Deixem a mà esquerra el trencall que va a la Pinassa de la Vinya Vella i continuem recte, per la pista que segueix la llera del torrent. Prenem la pista secundària que arrenca a l'esquerra, pujant. Deixem a l'esquerra un camí i continuem recte, pujant. Recorreguts uns 100 metres, la pista tomba a la dreta i comença a baixar. En aquest punt l'abandonem i prenem el corriol que surt enfront, poc clar i en forta pujada (cap mena de senyalització). Cruïlla de corriols. Prenem el de l'esquerra, en forta pujada, fins a arribar a l'arbre. Coordenades UTM: 31T X0419405 Y4611212.

## Observacions
El nom més emprat actualment per a designar aquest arbre és el de Pinassa del Palleret, però aquest nom és incorrecte per la seua referència al Paller o Palleret de la Castellassa, que no es troba a prop, sinó en un altre vessant. Per tant, és més correcte recuperar la seva toponímia més antiga: Pinassa de la Castellassa del Dalmau.